# ایوانا یاسترمسکا
ایوانا یاسترمسکا (انگلیسی: Ivanna Yastremska؛ زادهٔ ۵ ژانویهٔ ۲۰۰۷) تنیس‌باز اهل اوکراین است.